# マチャアキのシャカリキ大放送!!
『マチャアキのシャカリキ大放送!!』（マチャアキのシャカリキだいほうそう）は、1973年10月5日から1974年3月29日まで日本テレビ系列局で放送されていた日本テレビ製作のバラエティ番組である。放送時間は毎週金曜 19:30 - 20:00 （日本標準時）。

## 概要
1973年3月まで同時間帯に放送されていた『ハッチャキ!!マチャアキ』のリニューアル版で、かつて同番組に出演していた堺正章とゴールデンハーフとコロムビアゆりかご会がレギュラーを務めていた。
番組は、ゲスト歌手による歌のコーナーやコントコーナーなどで構成。ハッチャキ時代と同様に公開形式で行われていたが、出演者による提供読みは本番組には無く、アナウンサーのナレーションで行われていた。

## 出演者
- 堺正章
- ゴールデンハーフ
- ポピーズ
- 坂上しのぶ（子役）
- 松村みゆき（子役）
- 鈴木ヒロミツ
- コロムビアゆりかご会

## コーナー
がんばれパパ
番組の最初に行われていた視聴者参加型コーナーで、一般の父子4組が出場。子供が四つんばいになった父の上に乗り、合図とともに山有りのコースを一周。先にゴールインした父子には賞品をプレゼントしていた。
シャカリキコント
番組中盤に行われていたシチュエーションコントコーナーで、レギュラー陣とゲストが参加。コント中盤で坂上と松村が「邪魔するぞォ!」と言いながら入り、「ワハハハハ!」と笑いながら去るのがパターンだった。
○○は楽し!
番組のラストで行われていたミュージカルコントコーナー。毎回出演者たちが1つのテーマに沿って選んだ歌を歌っていた。

## 主題歌
「シャカリキ・ブルース」
作詞：高瀬タカシ / 作編曲：森岡賢一郎 / 歌：堺正章、コロムビアゆりかご会、ザ・グリーンピース

## ネット局
特筆の無い限り全て同時ネット。
- 日本テレビ（制作局）
- 札幌テレビ[2]
- 青森放送[3]
- 秋田放送[3]
- 山形放送[4]
- テレビ岩手[5]
- 宮城テレビ[6]
- 福島中央テレビ[7]
- 新潟総合テレビ：水曜 19:00 - 19:30[8]
- 信越放送[9]
- 山梨放送[10]
- 静岡放送：日曜 18:30 - 19:00[10]
- 北日本放送[1]
- 北陸放送[1]
- 福井放送[1]
- 中京テレビ：日曜 18:30 - 19:00[11]
- よみうりテレビ[12]
- 日本海テレビ[13]
- 西日本放送[14]
- 広島テレビ：月曜 19:00 - 19:30[14]
- 山口放送[15]
- 四国放送[16]
- 南海放送[15]
- 高知放送[17]
- 福岡放送[18]
- 長崎放送[18]
- 熊本放送[18]
- テレビ大分[19]
- 宮崎放送：金曜 19:00 - 19:30[20]
- 南日本放送[20]
- 沖縄テレビ[21]